# Pescennina fusca
Espèce
Pescennina fusca est une espèce d'araignées aranéomorphes de la famille des Oonopidae.

## Distribution
Cette espèce est endémique de la province du Chiriquí au Panamá,. Elle se rencontre à Escopeta.

## Description
La femelle holotype mesure 1,83 mm.

## Publication originale
- Platnick & Dupérré, 2011 : The goblin spider genus Pescennina (Araneae, Oonopidae). American Museum novitates, no 3716, p. 1-64 (texte intégral).